# Euglyphis nebulosa
Euglyphis nebulosa is een vlinder uit de familie van de spinners (Lasiocampidae). De wetenschappelijke naam van de soort is voor het eerst geldig gepubliceerd in 1890 door Weymer & Maassen.